# أشباه الجذور

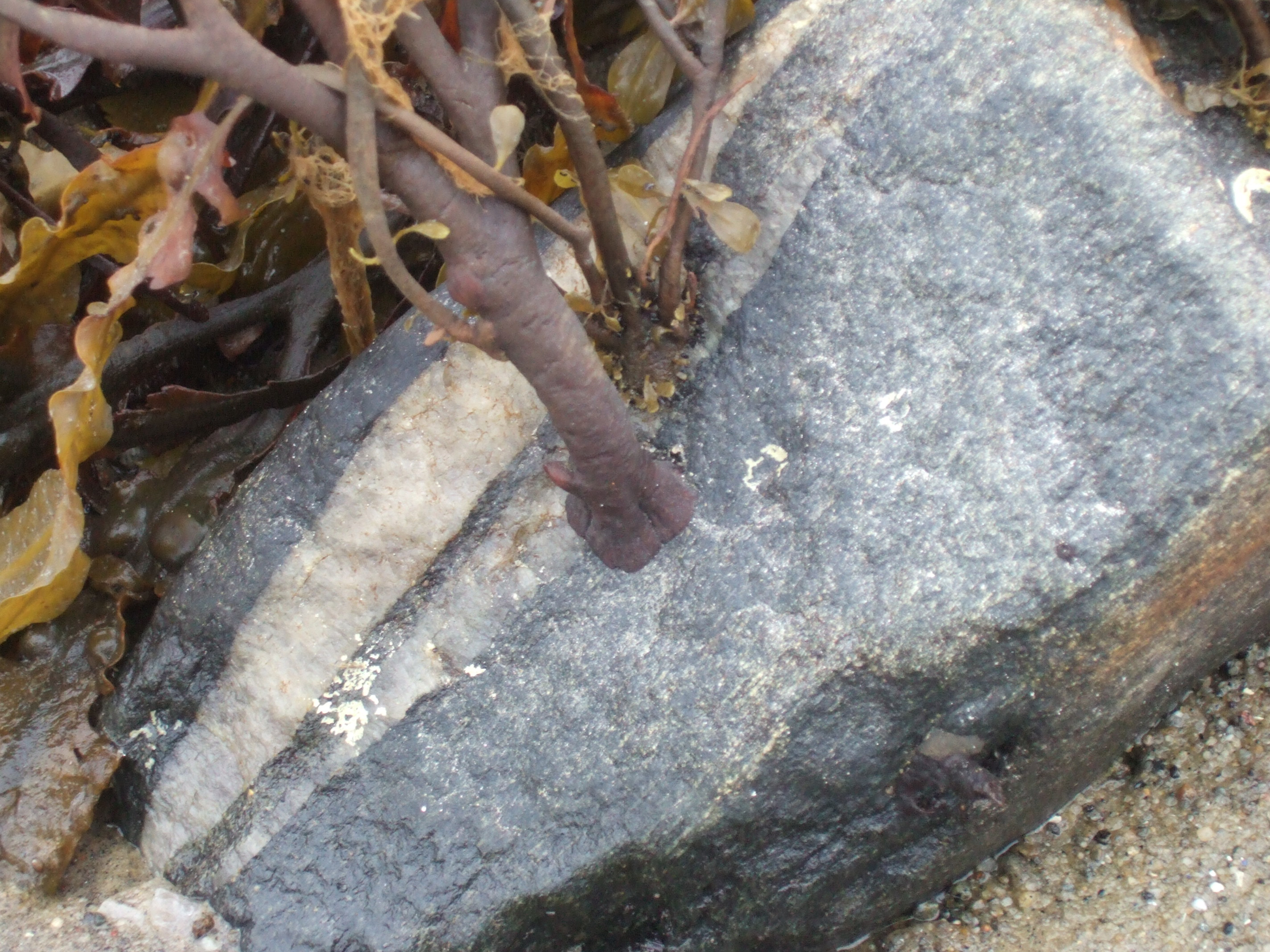

أشباه الجذور أو شبه الجذر جدراني (بالإنجليزية: Rhizoids)‏ أو الجذرانيات وتُسمى أيضاً الروابط الخيطية، هو نتوءات وهياكل خيطيّة يوصل ما بين النبات والهياكل الصلبة للتثبيت عليها. وهي تتشابه في البنية والوظيفة مع الشعيرات الجذرية لنباتات الأوعية الدموية. وقد تكون أشباه الجذور أحادية الخلية أو مُتعددة الخلايا.